# Howard Davies
Pour les articles homonymes, voir Howard Davies (homonymie) et Davies.
Sir Howard Davies, né le 12 février 1951, est l'ex-directeur de la London School of Economics. Il étudia à Merton College (Oxford) puis à l'Université Stanford.
Il fut président de la Financial Services Authority, vice-président de la Banque d'Angleterre, directeur-général de la Confederation of British Industry, et contrôleur de la Commission d'audit.
Il est fait chevalier le 17 juin 2000, pour services rendus à la régulation financière.